# 柳市镇
柳市镇是中华人民共和国浙江省温州市乐清市下辖的一个镇，被誉为中国“低压电器之都”，“电器城”。温州模式发源地之一，拥有200多家年产值500万元以上企业，温州市经济十大强镇之首。
柳市镇位于乐清湾之滨、瓯江口北岸，北临乐清市中心城区，南与温州市区隔江相望，为乐清“一心两翼”的南翼副中心。下辖5个居民社区、89个行政村，镇域面积92平方公里，户籍人口23万余人，外来人员22万余人。拥有“中国电器之都”“中国百强名镇”“全国文明村镇”等多张国字号金名片。2011年成为全省首批27个小城市培育试点镇之一，连续六年获评省小城市培育试点考核优秀单位。2015年被确定为全国中小城市综合改革试点的4个镇级单位之一，2019年获得国家级卫生镇、全国大书法名镇、省级森林城市等称号，列入浙江省“美丽城镇”创建名单及第四轮省小城市培育计划。2019年10月8日的全国百强镇排名柳市镇位列第13位，位居浙江首位。

## 历史
《乐清县志》（1572）记载了柳市得名的传说：西乡有柳市，据传其独龙冈（今龙岗山）古时风光旖旎、山水秀美。龙首桥（今虎啸桥）畔有一棵大柳树，浓荫如盖，乡人多聚集在柳树下交易，故得名：柳市。
西汉惠帝三年（前192年）柳市已形成村落，北宋（公元960年）建镇。民国元年（1912年）并长安、茗屿两个乡及永康乡部分，设柳市区。建国后仍之。1992年5月撤消柳市区，柳市区下辖的十八个乡镇合并为八个镇，即现在的柳市、白象、翁垟、磐石、慎江（七里港）、黄华、象阳、白石八个镇。现在柳市镇仍然为该区域的经济中心。
2011年4月，经过乐清乡镇行政区划调整,柳市镇合并周边的七里港、黄华、象阳等镇成立新的柳市镇 。

## 行政区划
下辖5个社区和89个行政村
社区：1、长虹社区（长虹村、南陈岙村、长虹社区）；2、东风社区（东风村、东风社区）；3、后街社区（后街村、西垟社区）；4、上园社区（上园村、翔金社区、三里社区）；5、前街社区（前街村、上园社区）
行政村：1、凰屿村（西凰屿村、东凰屿村、社头村、东仁宕村）；2、浃底村（浃东村、浃西村、长春村）；3、麻园村（西潭头村、长丰村）；4、苏吕村（苏吕村、苏岙村）；5、周林村（林宅村、塘沿周村）；6、横带桥村（横带桥西岸村、横带桥东岸村）；7、薛宅村（捕捞新村、薛宅村）；8、长道坦村（尚宅村、长道坦村）；9、新桥村（前西村、后西村、东村村）；10、湖西村（湖西村、西宋村）；11、南沙岙村（岙底村、岙外村）；12、沙岙桥头村（沙东村、沙西村、沙后村、山弄村）；13、戴宅村（戴东村、戴西村）；14、朝阳东村（朝阳村、垟心村）；15、龙泾村（方斗岩村、上游村）；16、柳湖村（荷岙村、旭光村）；17、里马村（三里村、马仁桥村）；18、智广村（智广村、丁桥村）；19、仙垟村（仙垟村、杨宅村）；20、柳江村（上来桥村、黄七甲村、吕庄村）；21、新东村（峡门村、新光村）；22、湖横西岙村（西西村、西东村）；23、沪屿村（沪屿前村、沪屿后村）；24、华北村（北山村、华西村）；25、京山村（前京村、南山村）；26、金山前村：撤销金棚头村、华山村、南山前村）；27、黄华村（黄华村、黄浦村）；28、上岩村（上岩前村、上岩后村）；29、南宅村（三宅村，南盐村）；30、长林村（长林东村、长林西村）；31、排岩头村（排岩头东村、排岩头村）；32、金丝河村（金西村、金东村、西埭村）；33、金楼村（金光岙村、楼下村）；34、马道村（马道西村、上屋村、马道底村）；35、七里村（七前村、七西村、七东村、七里港捕捞村）；36、高园村（高前村、高后村、高四村）；37、深河村（深河村、大河沿村）；38、大兴村（大谟村、庄垟村）；39、象山桥头村（象山桥前村、象山桥后村）；40、汤岙朱西村（汤西村、万里桥村）；41、汤岙朱东村：撤销汤东村、圆木社村）；42、象北村（路头石村、谊山村、山前马村、大茅岭村 ）；43、霓阳村（坭后村、坭前村）；44、象虹村（上池头村、晚斜阳村、四板桥村）；45、井虹寺前村（井虹寺前村、寺前田垟村）；46、泮垟前横村（龙根村、下渎朱村、泮垟前横村）；47、后西垟村；48、前西垟村；49、翔金垟村；50、上峰村；51、象山村；52、上池村；53、木山后村；54、刘宅村；55、张瞿村；56、南吕岙村；57、西仁宕村；58、前垟洞村；59、店后村；60、隔篱村；61、前窑村；62、前州村；63、上五宅村；64、项浦埭村；65、马道头村；66、黄华堡村；67、黄华关村；68、胡家垟村；69、华东村；70、岐头一村；71、岐头二村；72、岐头三村；73、岐头四村；74、荷盛村；75、象山东岙村；76、泮垟后横村；77、柳南村；78、荷堡村；79、汤岙余村；80、花浃村；81、彭桥村；82、湖东村；83、新民村；84、殿后村；85、曹田前村；86、曹田后村；87、里隆村；88、蟾东村；89、蟾西村

## 经济
中国“低压电器之都”，因低压电器闻名全国。1977年上半年，柳市第一家低压电器门市部诞生。 
目前柳市镇的9家电器集团名列温州市百强企业前十名中的前九名，
1. 正泰集团
2. 德力西集团
3. 天正集团
4. 中国人民电器集团
5. 长城电器集团
6. 环宇集团
7. 兴乐集团
8. 华通机电集团
9. 新华电器集团
10. 上海人民企业集团（乐清人在上海创办，工厂在北白象）

2006年，全镇实现工农业总产值达274.67亿元，同比增长23.22%；实现财政总收入10.87亿元，同比增长21.71%；外贸出口26.9亿元，同比14.62%；GDP总量达到105亿元，约占全乐清的30%，约占全温州的5.5%。全镇农民人均纯收入达17088元。 2006年人均GDP121233元约合1万8千美元，相当于美国2001年时的水平。
2010年，柳市镇实现工业总产值432.75亿元，同比增长20.2%；财政总收入19.59亿元，同比增长12.78%；农民人均纯收入达到21721元，同比增长6.85%。新增规模以上企业132家，规模以上企业产值占工业总产值达88%；全年完成工业投入6.7亿元，同比增长4.1%。新增省级企业研发中心2家，省级企业技术中心1家，温州市级企业技术中心2家。实施商标品牌战略，获得“省实施商标品牌战略十大示范镇”荣誉称号。创新强镇发展机制，被浙江省列入首批小城市培育试点单位。企业自营出口增速飞快，全年外贸出口5.6亿美元，同比增长53.35%。